# Maikoor
La Isla de Maikoor (en indonesio: Pulau Maikoor) es una isla en las islas Aru en el Mar de Arafura. Está situado en la provincia de Maluku (Molucas), al este del país asiático de Indonesia. Su superficie es de 398 km². Las otras islas principales del archipiélago son Kobroor, Tanahbesar (también llamado Wokam), Trangan y Kola.